# سنوات الخطر (فلم)
سنوات الخطر هو فيلم مصري تم إنتاجه في سنة 1985 من إخراج نجدي حافظ وتأليف ضحى أحمد علي وسكريبت مها عرام وبطولة شويكار وسماح أنور وهشام سليم وجميل راتب وحنان مفيد فوزي وعلاء عوض

## القصة
يعاني وائل وأخته مروة من انشغال والديهما عنهما . فالأب أحمد محام كبير والأم نوال نائبة رئيس تحرير إحدى المجلات . يهمل وائل دراسته . تأتي لوائل وأصدقائه فكرة الانتقام من الأثرياء مثل أسرهم يسرق سياراتهم ويمنحها للفقراء مدعين لهم أنهم مندوبون عن ليلة القدر . تتكرر جرائمهم وتنشغل الصحافة بالموضوع وتتبنى نوال الحادث في المجلة . يفاجأ أحمد بفصل وائل ومروة من المدرسة لتجازوهما نسبة الغياب ، يكون ذلك ناقوسًا ينبه الوالدين للخطر . تنكشف جريمة الأصدقاء ويقبض عليهم ويتولى أحمد الدفاع عنهم.